# Borja Bagunyà
Borja Bagunyà Costes (Barcelona, 20 de abril de 1982) es un escritor y profesor universitario catalán.

## Biografía
Licenciado en Teoría de la literatura y en Literatura comparada por la Universidad de Barcelona, donde es profesor asociado. También es profesor de narrativa en el Ateneo de Barcelona, cofundador de la Escola Bloom y editor de la revista literaria "Carn de cap".
Escribió su primer libro de narraciones a los diecinueve años —publicado en el año 2004, Apunts per al retrat d’una ciutat— y en 2007 ganó el Premio Mercè Rodoreda de narraciones por Defensa pròpia (Proa), volumen de relatos por el que también sería galardonado con el premio al autor revelación del programa de televisión QWERTY. En 2011 publicó Plantes d’interior (Empúries) y en 2021 Els angles morts (Periscopi). Ganadora del Premio de la Crítica 2022 en la categoría de narrativa catalana, ha sido traducida al castellano por Rubén Martín Giráldez con el título de "Los puntos ciegos".Ha publicado también el ensayo Breve historia del mandato (2023).